# مایکل فرید
مایکل فرید (انگلیسی: Michael Fried؛ زادهٔ ۱۲ آوریل ۱۹۳۹) تاریخ‌نگار، استاد دانشگاه، و روزنامه‌نگار اهل ایالات متحده آمریکا است.
وی همچنین برندهٔ جوایزی همچون بورسیه رودز شده‌است.